# Mas del Sardo
El Mas del Sardo és una masia de Reus (Baix Camp) situada a la partida del Burgaret, al sud-est del Mas de Napoleon i a tocar-hi. És un mas antic i important. Situat també al nord del Mas del Ganset.

## Descripció
El mas és un conjunt de construccions adossades, de planta rectangular i dues alçades, amb altres construccions a les vores i entremig. Els dos cossos més alts, de dues i tres plantes, tenen coberta amb teulada a dues aigües, el primer; i coberta amb terrat i badalot, el segon. El conjunt és clarament de creixement lineal, amb una mena de carrer central de servei.
El mas tenia una mina, la Mina del Mas del Sardo. L'aigua, poc abundant, fa cap a una bassa quadrada vora el mas, del que regaven diversos masos veïns. La mina té un recorregut d'un parell de kilòmetres.